# Ice Tower Ridge
Ice Tower Ridge är en bergstopp i Antarktis. Den ligger i Östantarktis. Nya Zeeland gör anspråk på området. Toppen på Ice Tower Ridge är 3 540 meter över havet.
Terrängen runt Ice Tower Ridge är huvudsakligen mycket bergig. Trakten är obefolkad. Det finns inga samhällen i närheten. 